# Herpetoskylax
Herpetoskylax (лат.) — род примитивных терапсид из подотряда биармозухий.
Описан по двум сохранившимся черепам из свиты Бофорт зоны Cistecephalus. Голотип CGP 1/67 представляет собой почти полный череп с нижней челюстью, второй череп также с нижней челюстью, но деформирован. Голотип ранее был отнесён к роду Rubidgina.
Длина черепа Herpetoskylax — 13 см, общая длина около 100 см.